# Municipio de Cuatro Ciénegas
El municipio de Cuatro Ciénegas (generalmente conocido como Cuatrociénegas) es un municipio situado en el estado de Coahuila de Zaragoza, México. Según el censo de 2020, tiene una población de 12 715 habitantes.
Está ubicado en el norte del país, en la región Centro Desierto de Coahuila.
En noviembre de 1994 el gobierno declaró al valle de Cuatrociénegas como área de protección de flora y fauna.
Su cabecera municipal es la ciudad de Cuatro Ciénegas de Carranza.
El municipio es famoso por sus manantiales y lagunas que surgen en medio del desierto. Estos manantiales, que constituyen una reserva de la biosfera, forman un ecosistema único con especies endémicas.
Se lo considera el Galápagos mexicano, por su biodiversidad y alto índice de endemismos.

## Pueblo Mágico

Pueblo Mágico de Cuatro Ciénegas de Carranza.

Después de arduos trabajos y gestiones iniciadas a partir de 2010 como seguimiento al Plan Municipal de Desarrollo 2010-2013 y detonando como fechas emblemáticas los aniversarios del centenario de la Revolución y Bicentenario de la Independencia Nacional, finalmente en el año 2012 siendo presidente municipal la profesora Santos Garza Herrera se concretó el que Cuatro Ciénegas fuese incluido al programa Pueblos Mágicos por la Secretaría de Turismo al considerar su gran aporte histórico, cultural, gastronómico y natural al país. Este hecho ha marcado que al día de hoy Cuatro Ciénegas tenga un amplio potencial económico y turístico. Como muestra se señala que antes de la declaración contaba con solo 8 hoteles y a la fecha[¿cuándo?] posee una cifra de 15 establecimientos tan solo para hospedaje, sin mencionar que en su totalidad aumentaron su calidad, servicio y precio. Por otro lado, en la Poza "La Becerra", que para 2010 se encontraba ya sin operaciones y era uno de los detonantes turísticos potenciales de entonces, a pesar de seguir en un cierre parcial similar a ese año, las visitas turísticas se han triplicado. La denominación de Pueblo Mágico ha significado un avance en diversos sentidos, de los que se puede resaltar el aumento en el valor inmobiliario actual, mayor seguridad pública, mejores vías de comunicación, mejores instalaciones diversas y sobre todo mejoría en servicios.

## Geografía
El municipio de Cuatrociénegas se localiza en el centro del estado, en las coordenadas 102° 04 ' longitud oeste y 26° 59  latitud norte, a una altitud de 740 metros sobre el nivel del mar.
Limita al norte con el municipio de Ocampo; al sur con el municipio de Parras y el municipio de Ramos Arizpe; al este con el de Castaños; al noroeste con el municipio de Sierra Mojada, y al oeste con el de Sierra Mojada. Se encuentra a una distancia aproximada de 295 kilómetros de la capital de estado.

### Clima

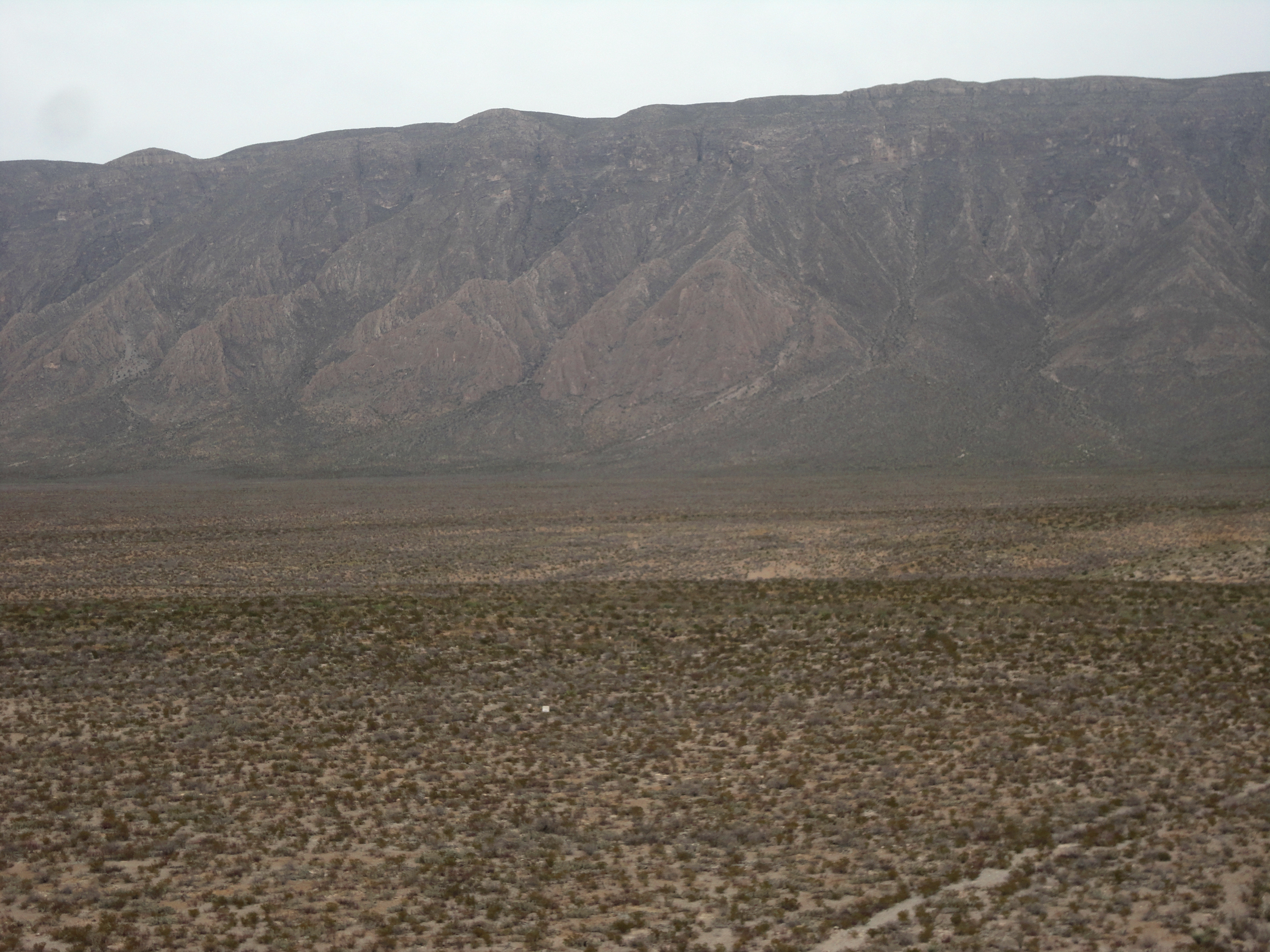
Paisaje desértico

El clima en el municipio es de subtipos secos semicálidos; la temperatura media anual es de 18 a 22 °C y las precipitaciones medias anuales se ubican en el rango de los 100 a 200 milímetros, con régimen de lluvias en los meses de mayo, junio, julio, noviembre, diciembre y enero. Los vientos predominantes soplan en dirección noroeste a una velocidad de 8 km/h. La frecuencia de heladas es de 20 a 40 días y la de granizadas de uno a dos días.

### Orografía

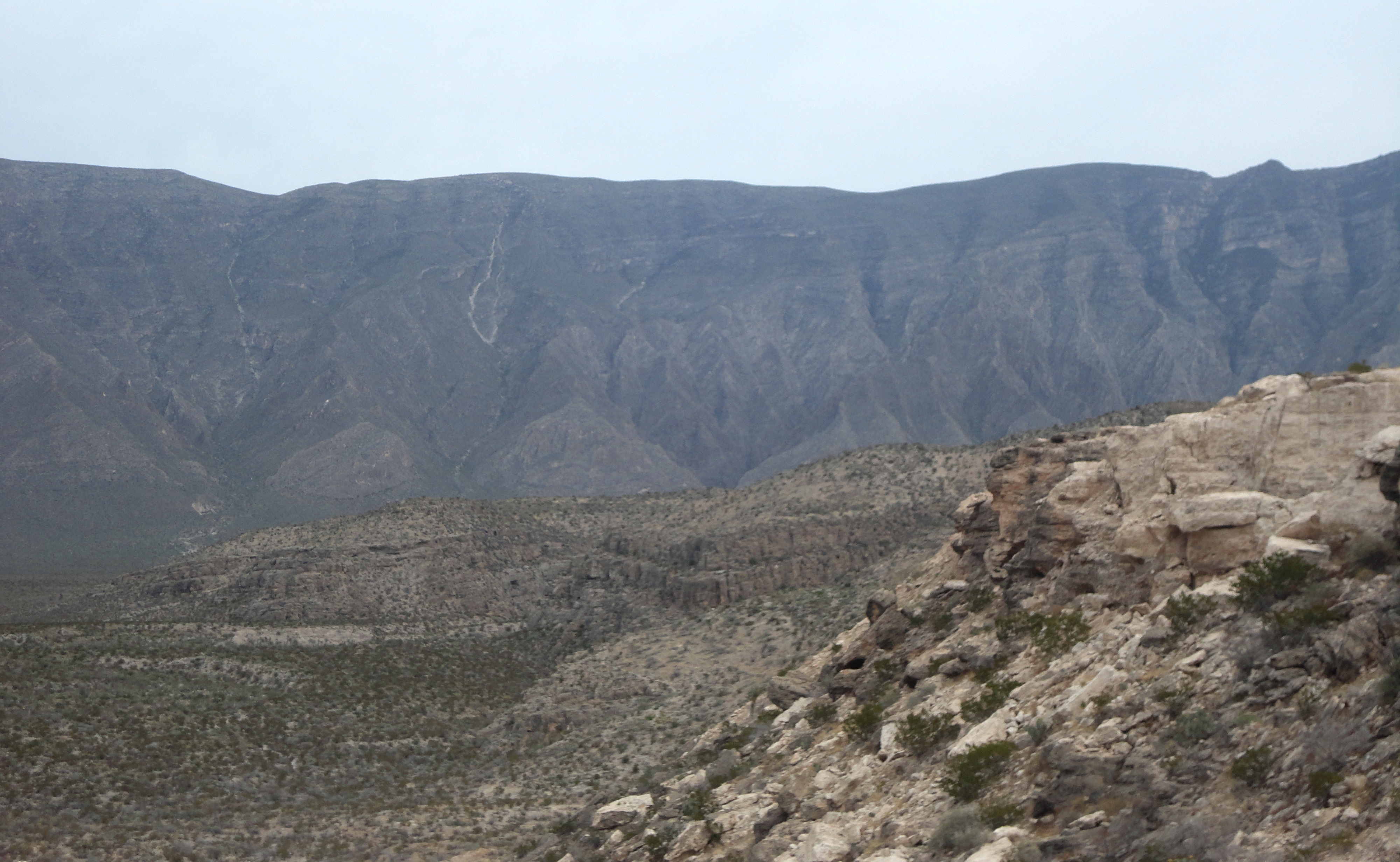
Serranías de Cuatro Ciénegas

En el municipio de Cuatrociénegas se encuentran la Sierra La Madera y la Sierra La Fragua, localizadas al noroeste y al oeste respectivamente. Existen en el sur ramificaciones de las sierras de Los Alamillos, de Fraga y San Marcos, las cuales abarcan también los municipios de San Pedro y Parras.

### Hidrografía
Cuenta con diversos manantiales de agua entre los que se encuentran la Poza de la Becerra, Churince, el Anteojo, Escobedo, La Poza de Juan Diego, río San Marcos.

### Flora
Candelilla, guayule, lechuguilla, gobernadora y palma; en la parte alta de las sierras abundan especies de árboles maderables.

### Fauna
Entre las especies animales destacan los venados, oso, coyote, gato montés, zorra, tlacuache, liebre, conejo, jabalí, comadreja, tejón, reptiles y arácnidos.
Cabe señalar que en el municipio se encuentran especies animales y vegetales únicos en el mundo como cactus, nifies, peces luquinia, coacoo microscópico lugo y tortuga de bisagra.

## Toponimia
El municipio de Cuatrociénegas toma el nombre de su cabecera municipal, que es Cuatrociénegas de Carranza, debido a que los abundantes manantiales que existían en los cuatro puntos cardinales formaban ciénegas, las cuales sugirieron la denominación a los fundadores.

## Historia
La cabecera municipal se fundó en varias ocasiones a partir del año de 1761 dado que era destruida por grupos étnicos cuauiltecas y borrados.
La fundación definitiva fue realizada el 24 de mayo de 1800 por el gobernador de Coahuila Antonio Cordero y Bustamante, que nombró como jefe de la villa a Julián de la Riva. Precisamente a Julián de la Riva junto a otras diez personas se les considera los verdaderos fundadores de esta población, que ha sido llamada Nuestra Señora de los Dolores y Cuatrociénegas, villa Venustiano Carranza y finalmente Cuatro Ciénegas de Carranza. El Congreso decretó ciudad prócer a esta población el 29 de diciembre de 1975.

## Escudo
En el año de 1984 el republicano ayuntamiento convocó a un concurso para el diseño del escudo del municipio. El diseño ganador fue remitido al Congreso estatal para su reconocimiento oficial.
Este escudo contiene, como elementos esenciales, las ciénegas que dieron origen a su nombre; las armas primitivas y de la época revolucionaria; el cerro del Muerto, con alusiones a la fecha de fundación y a la promulgación de la Constitución de 1917. Adornan este escudo hojas de parra y racimos de uva que siempre se ha considerado como producto típico del lugar. Estos elementos representan el arraigo, el valor, amor a la libertad y a la justicia, llevando como lema: SIEMPRE FIELES A SU TIERRA.

## Atractivos turísticos

### Reserva de la Biosfera Cuatrociénegas

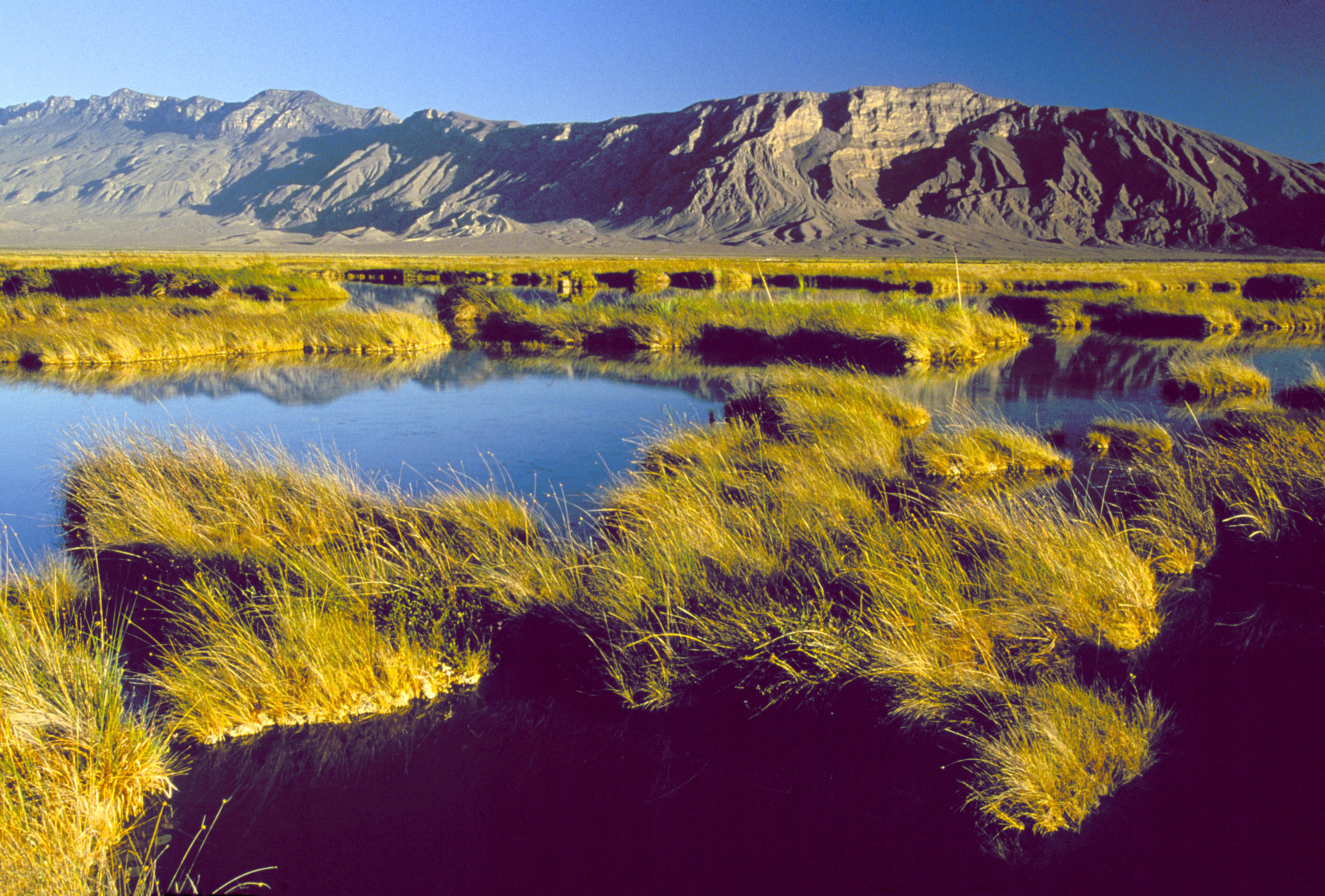
Reserva de la Biosfera Cuatrociénegas

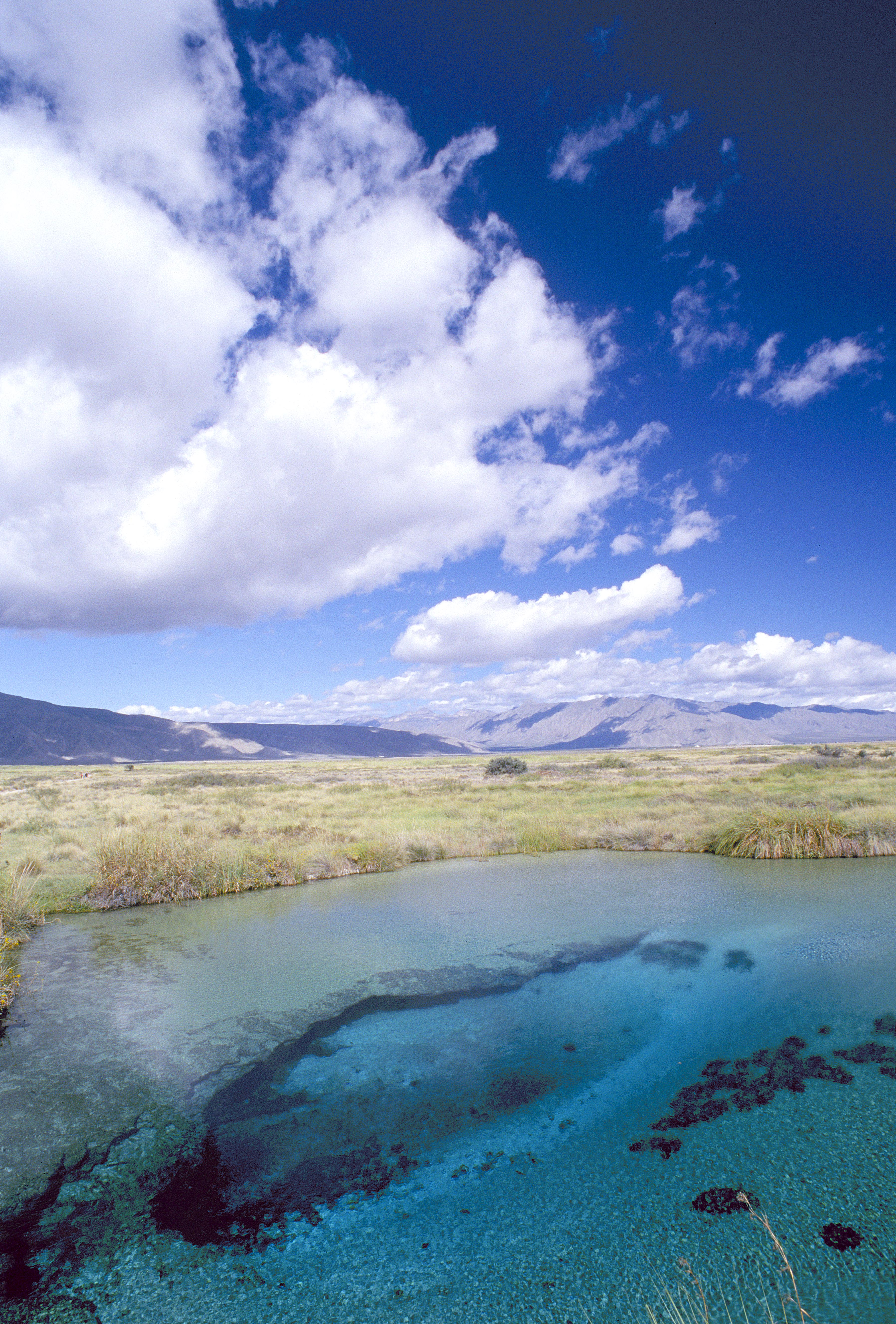
Poza Azul, en Cuatrociénegas

La biodiversidad que se desarrolla sobre el sustrato de yeso del Área de Protección de la Flora y Fauna Cuatrociénegas es única, y hace que se considere como una de las regiones gipsófilas más importantes de Norteamérica. La vegetación presenta un pastizal alcalino en el piso seco de la cuenca, hábitats acuáticos y semi-acuáticos, donde se localiza el lirio acuático, especie nativa; dunas de yeso que albergan 6 especies endémicas, zona de transición y matorral desértico de las bajadas, este último con gran diversidad de cactáceas, algunas de protegidas por la norma, e incluso, 4 especies endémicas. En las lomas se encuentra chaparral, representado por mezquites, y en las partes altas vegetan bosque de encino y bosques mixtos de pino-encino.
Las reservas biológicas son ecosistemas pequeños, con abundante flora y fauna única.
El Valle de Cuatrociénegas es uno de los lugares con mayor concentración de especies endémicas y se encuentra dentro del desierto coahuilense. Fue decretado por el gobierno federal como área natural. En las pozas se pueden realizar diferentes actividades, como buceo, ciclismo de montaña, fotografía de paisaje, subacuática y de vida silvestre; campismo y rápel; sin olvidar las posibilidades de investigación de las formas de vida que allí se encuentran.
Varios grupos y líderes trabajan por la protección de este ecosistema prioritario, incluyendo a Pronatura Noreste. La organización es propietaria de una reserva privada en el valle, llamada Pozas Azules, y lleva a cabo diversos proyectos, que incluyen la protección de especies nativas, incluyendo estromatolitos (microbialitos), la erradicación de flora y fauna invasora, así como iniciativas de desarrollo comunitario y agricultura de uso eficiente de agua, combinada con técnicas orgánicas.
Las pozas de Cuatrociénegas son especiales por mantener una cadena alimenticia análoga a la de hace 550 millones de años, porque sus microorganismos tienen afinidades con especies marinas que posiblemente sean descendientes directos de los antiguos mares someros de la zona. Además, se adaptan para vivir en condiciones extremas, como la carencia casi total de fósforo en sus aguas y la alta incidencia de radiación solar. Por eso, la NASA considera a Cuatrociénegas uno de los pocos ecosistemas modelo que permiten entender la evolución de la Tierra primitiva y diseñar estudios en torno a la posibilidad de vida en otros planetas, como Marte.
Dada esa riqueza, Cuatrociénegas equivale en tierra a lo que son las Islas Galápagos, según
revela el investigador Luis E. Eguiarte, pues ambos lugares son un laboratorio sobre la evolución de las especies. Sin embargo, en 2000 se comenzó a extraer agua de una zona aledaña a Cuatrociénegas, Valle del Hundido, y de áreas vecinas, como Ocampo-Calaveras, entre otras, para sembrar alfalfa destinada a la ganadería, y se eliminó su vegetación original para nivelar los terrenos y cultivar forraje.
Es una árida cuenca intermontañosa, rica en yeso, con numerosos manantiales, cuya agua puede ser cálida o fría y formar pequeños charcos o lagunas grandes y profundas, aisladas o conectadas. Por la complejidad espacial y evolutiva de los organismos que ahí subsisten, Cuatrociénegas es considerado a nivel global un humedal prioritario para su conservación. En 1994 se decretó el Área de Protección de Flora y Fauna, con una extensión de 84.347 hectáreas.
Existen ahí especímenes que durante cientos de años se creyeron extintos, hasta que algunos científicos estadounidenses empezaron hace años a “redescubrirlos”, haciendo a partir de entonces verdaderas expediciones al Valle de Cuatrociénegas, con meses de duración, durante los cuales permanecían sumergidos en las azules pozas, observando y anotando detalles y costumbres del ir y venir de especies que hoy por hoy solo existen en este valle.

### La desecación de Cuatrociénegas

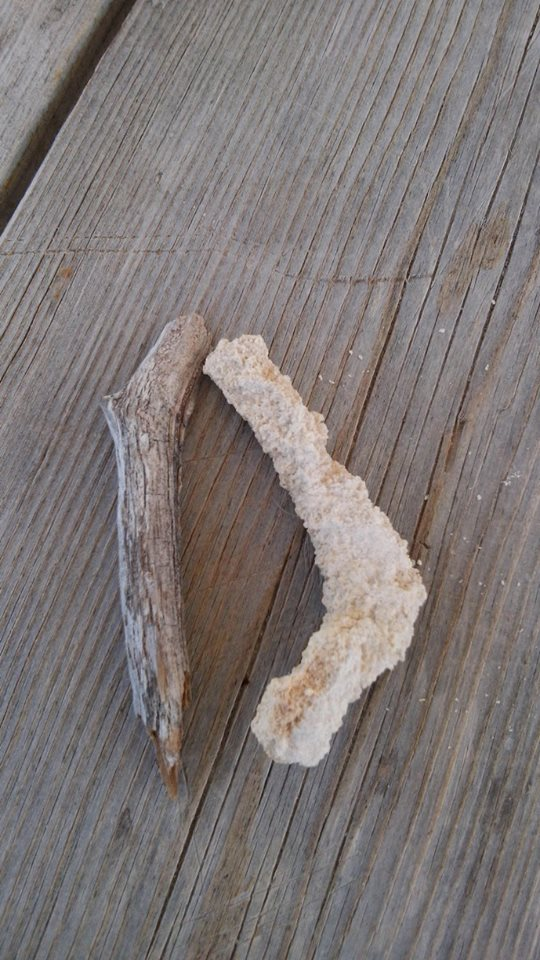
Tronco fosilizado (derecha), junto a tronco seco (izquierda). Hallados en las dunas de yeso en Cuatrociénegas

Científicos que investigan la cuenca y residentes locales afirman que han observado descargas reducidas y disminución en el agua superficial en Cuatrociénegas en años recientes. Algunos han responsabilizado a la agricultura en gran escala que se practica desde hace veinte años en los valles cercanos, cuyos mantos acuíferos se conectan comprobadamente con el de Cuatrociénegas.
Valeria Souza, profesora e investigadora de Ecología en el Instituto de Ecología de la UNAM, descubrió, con base en estudios genéticos de microbios en Cuatrociénegas y los valles adyacentes, que el acuífero se extiende mucho más allá de Cuatrociénegas e incluye los valles cercanos. Estos resultados se publicaron en los Proceedings of the National Academy of Sciences en abril de 2006. Respecto a la causa de la desecación de lagos y ríos, ella menciona: “De forma similar a situaciones que ocurren cada vez con más frecuencia en regiones áridas del mundo, el desarrollo agrícola y la extracción de agua en la región han colocado nuevas presiones en la integridad ecológica de los ecosistemas únicos de Cuatrociénegas”.
El investigador hidrogeólogo Brad Wolaver, de la Universidad de Texas en Austin, ahora en Flinders University, Australia, también descubrió evidencia de que el acuífero que suministra el agua que emerge en la superficie de Cuatrociénegas se extiende mucho más allá de este valle y, por tanto, es impactado por la extracción de agua en los valles aledaños.
Con relación a estos cambios, la laguna de Churince, el cuerpo de agua más grande de la región, se secó totalmente en los últimos cinco años. En la actualidad, sólo queda el fondo rocoso y seco de la antigua laguna. Sus comunidades de microorganismos cámbricos, adaptados a condiciones ambientales similares a las de hace 600 millones de años, han desaparecido completamente. La mayoría de los cuerpos de agua, manantiales, ríos y estanques de Cuatrociénegas han experimentado drásticas reducciones en sus caudales en los últimos años.

## Turismo
Entre sus atractivos turísticos cuenta con los balnearios El Entronque y Río San Marcos, propios para turistas. Abunda la pesca, y la caza de oso y venado, así como otros atractivos naturales, entre los que destacan La Poza de la Becerra y El Nogalito. Asimismo, en la sierra de la Campana se encuentra el cráter llamado El Hundido. Además, cuenta con restaurantes y hoteles de categoría turística. La mejor temporada para visitar esta región es a partir de Semana Santa y durante el verano, tiempo ideal para disfrutar de balnearios de aguas termales, como:

### Poza Azul

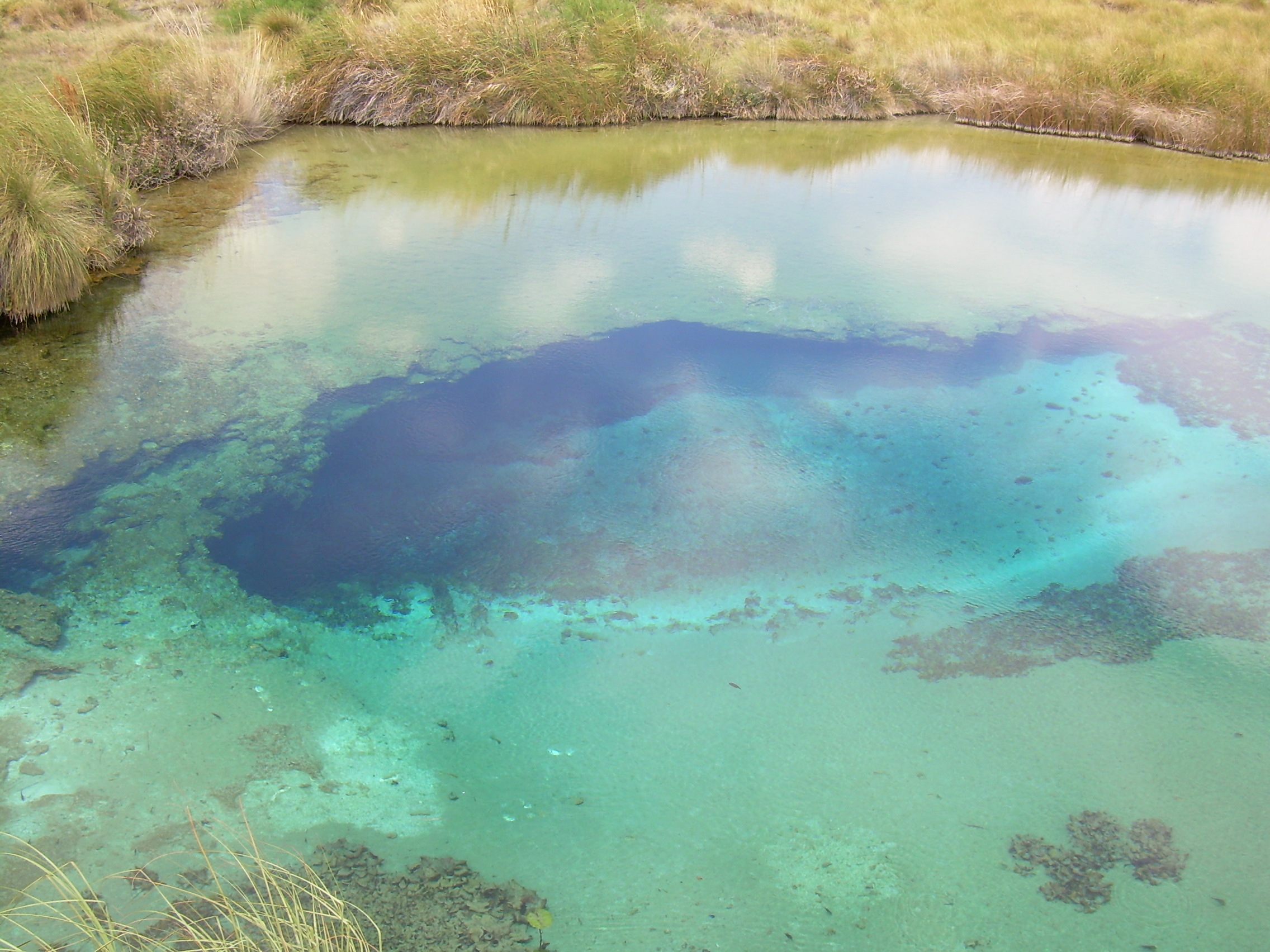
Poza Azul, en Cuatrociénegas

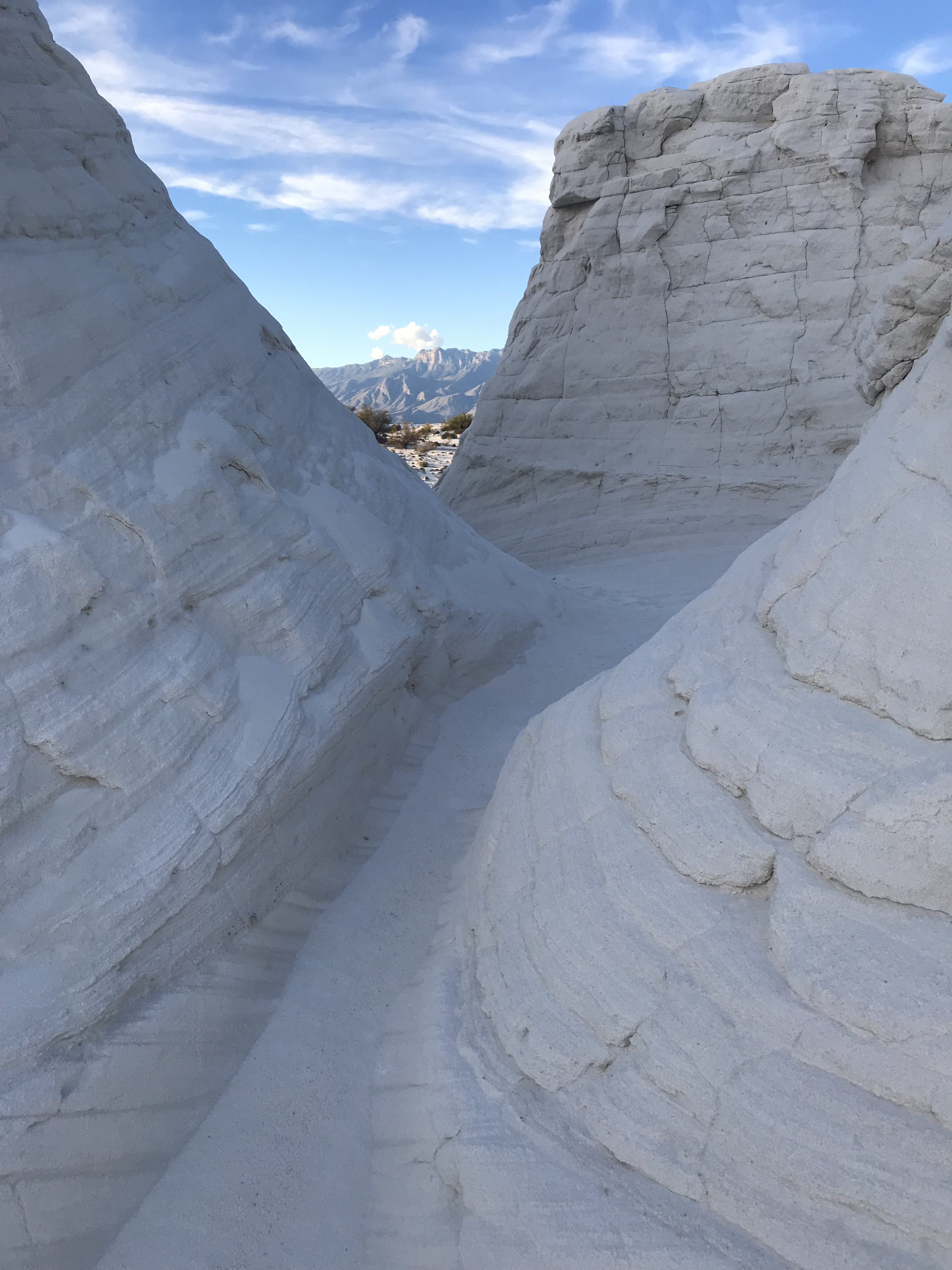
Dunas de yeso en Coahuila

Esta poza está protegida: no es un balneario. Está localizada a 9 km de Cuatrociénegas. Cuenta con una caseta de información, sala de exposición fotográfica de la flora y fauna de la reserva, sanitarios, palapas, asadores, mesas, bancas, plataformas de observación, senderos autoguiados y amplio estacionamiento.

### Las dunas de yeso

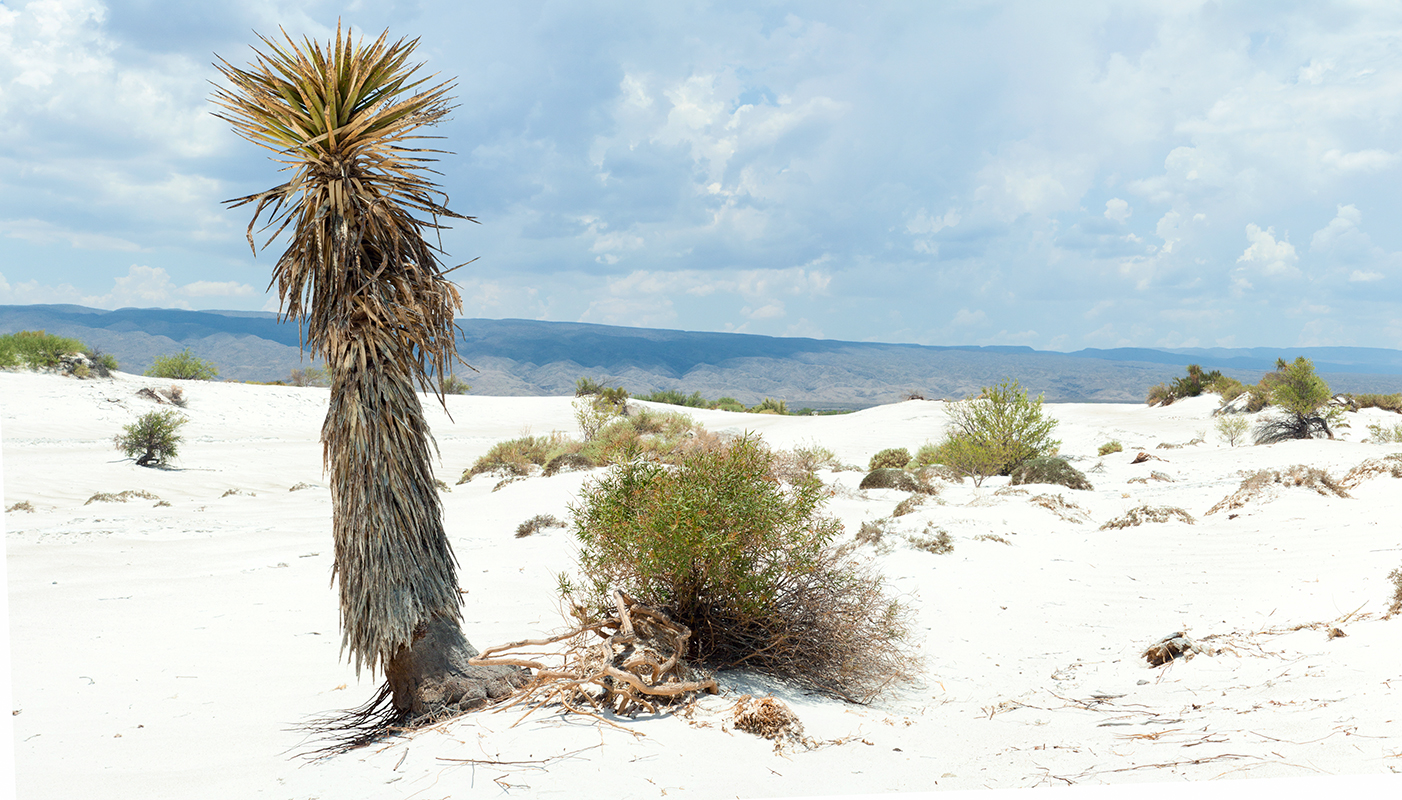
Dunas de yeso en Cuatrociénegas

Se encuentran a 18 km de Cuatrociénegas. Es un área de arenas blancas (cristales de sulfato de calcio). Es un sitio único en su género, considerado como el más importante del país, y uno de los 3 principales de América.
Cuenta con una singular belleza paisajística, con flora y fauna del área. Así mismo cuenta con palapas, mesas, bancas, senderos interpretativos y amplio estacionamiento, ya que se realizan recorridos ecoturísticos.
Dentro de las dunas de yeso, la zona más concurrida es conocida popularmente como "El Castillo", debido a su semejanza con uno de estos.
"El Castillo" es una de las eminencias topográficas presentes en la zona, las cuales se forman por la acumulación de arena blanca sobre los troncos de árboles fosilizados.

### Parque ecoturístico “La Ilusión”
Ubicado en el ejido Antiguos Mineros del Norte, a 46 km de Cuatrociénegas (11 km de carretera y 35 km de terracería). Los servicios que ofrece son lagunas, sombras naturales, asadores, sanitarios ecológicos, mesas, bancas y un amplio espacio para los autos.

### Las Playitas
Este lugar se encuentra ubicado a 13 km de terracería de la cabecera municipal. Es uno de los cuerpos de agua más grandes del Valle de Cuatrociénegas. El sitio está clausurado por la PROFEPA desde 2004 para el desarrollo de actividades turísticas y recreativas.

### Río San Marcos
Este lugar se encuentra a una distancia de 8 km de la cabecera municipal, tomando la carretera federal número 30 a Torreón. Sus aguas cristalinas cuentan con temperaturas variables, que van desde los 14 hasta los 25 °C. Los servicios que ofrece son de tipo rústico, como son: palapas, mesas, bancas, vestidores y letrinas. Los costos son de $90 adultos mayores de 18 años y $60 menores, contando con un área en el que es un más seguro el entrar ya que va descendiendo de los 1.20 m hasta los 2.00 m, el precio es de $500. El horario es de miércoles a lunes 10:00 a. m. a las 18:00 p. m.

### Balneario El Entronque
Lugares propios para turistas. Abunda la pesca, así como la caza de oso y venado.

### Poza Churince
Localizada a 18 km de Cuatrociénegas por la carretera federal número 30 Cuatrociénegas-Torreón. Balneario-manantial de aguas cristalinas y temperaturas variables.

### Ejido Nuevo Atalaya (San Marcos)
Está ubicado a 25 km de la cabecera municipal por la carretera número 30 a Torreón. En este lugar se pueden encontrar cuevas con pinturas rupestres elaboradas por grupos indígenas que habitaron estos lugares.
También cuenta con la elaboración y proceso de extracción del cerote de candelilla, ya que existe un campo candelillero, donde los ejidatarios del lugar se dedican principalmente a esta actividad como medio de subsistencia.

### Mural ubicado en la Presidencia Municipal

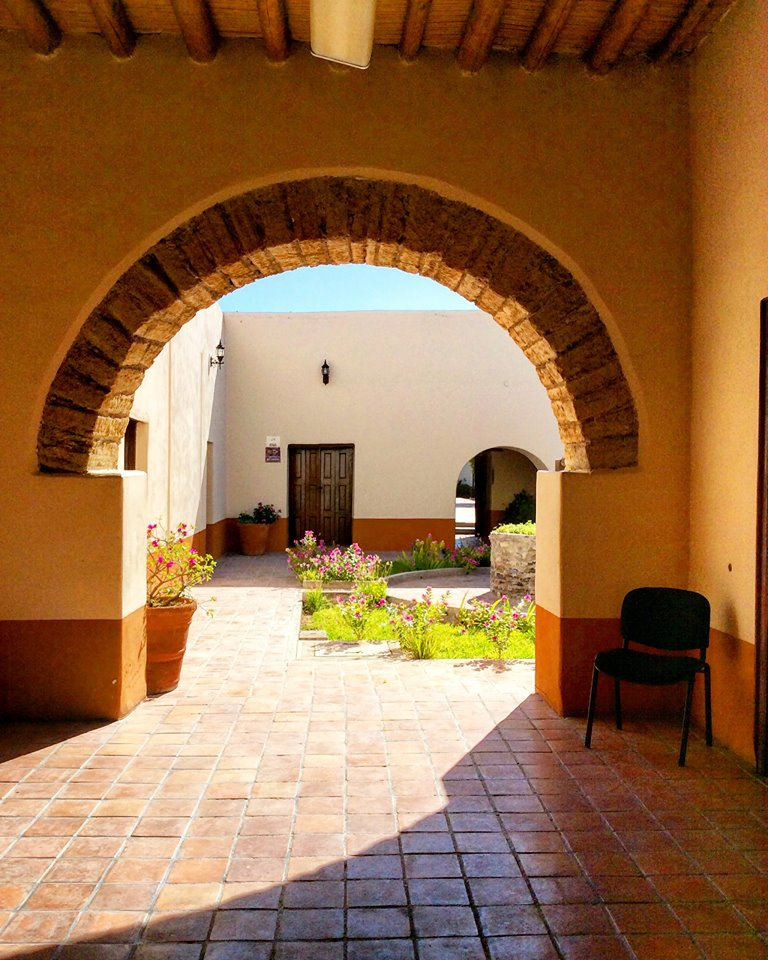
Vista desde la entrada hacía el interior de la Casa Museo de Venustiano Carranza en Cuatrociénegas, Coahuila.

En el pórtico de la Presidencia Municipal se encuentra este mural titulado “Homenaje a los Fundadores”, en donde se juega con elementos y figuras reales e imaginarias con secuencia cronológica, que van desde el remoto pasado hasta los hechos más significativos de la historia de Cuatrociénegas.

### Casa Museo de Venustiano Carranza
Esta antigua casona se edificó en los albores del siglo XIX. En ella nació don Venustiano Carranza en 1859. Dispone de 10 salas con exhibición de fotografías, esculturas y objetos personales del caudillo.
El guion museológico fue elaborado por el historiador y periodista saltillense, Javier Villarreal Lozano.
Ubicación: Carranza No.105 Esq. con Benito Juárez.
Horario: De martes a domingo de 9:00 a 13:00 y de 15:00 a 19:00.

### Casa familiar de Carranza
Hoy casa de la cultura, distribuida en varias salas, donde a través de visitas guiadas se pueden apreciar exposiciones de pinturas locales y regionales. Cuenta con una sala arqueológica, talleres de danza, música, pintura, bordados y deshilados para jóvenes, niños y adultos. Aquí se aloja el Archivo Municipal.

### Parroquia de San José
Construida en 1806. El templo es un ejemplo de la arquitectura regional que prevaleció durante la época.

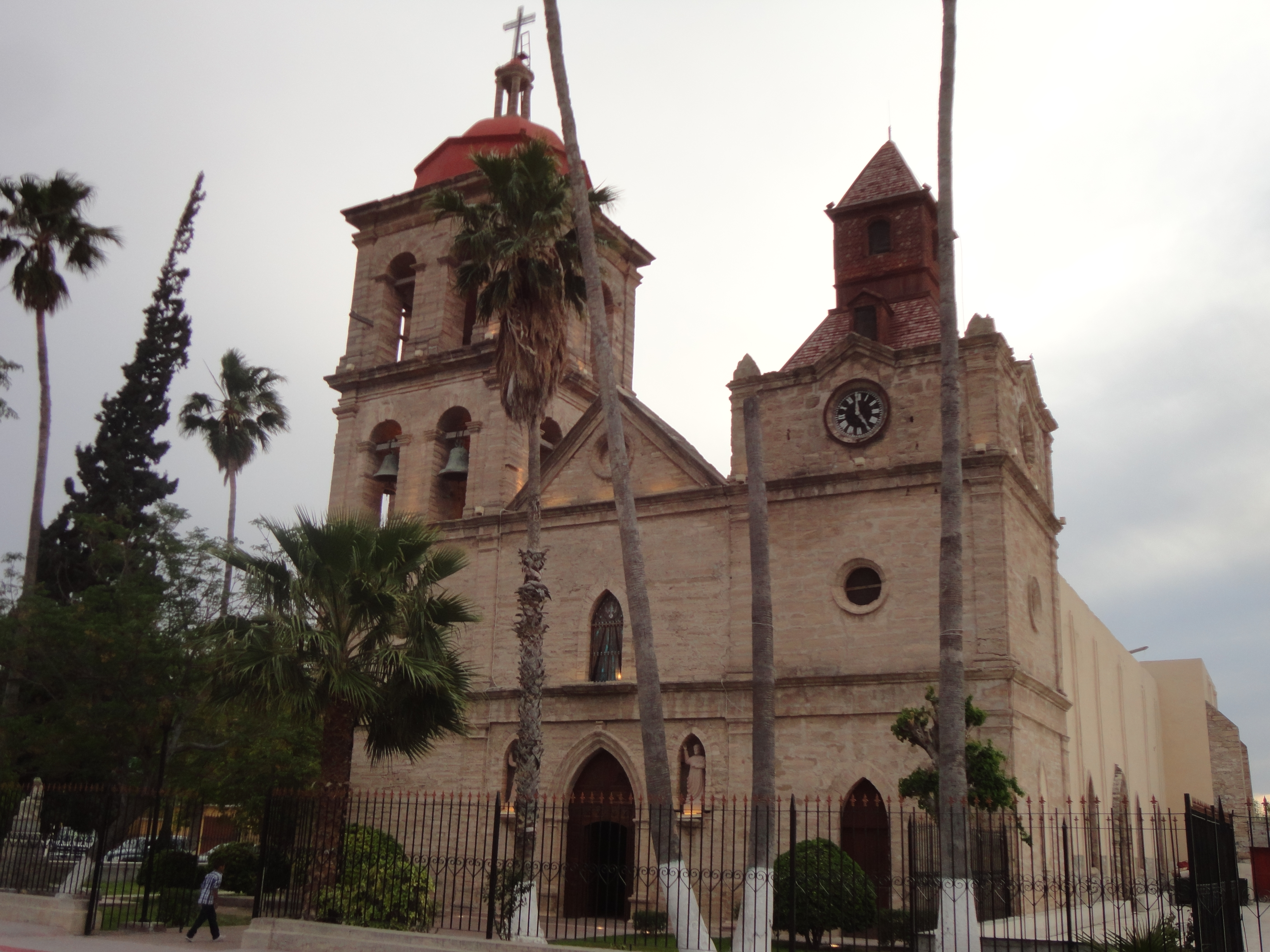
Parroquia de San José.

### Presidencia municipal
Edificación construida por mandato de Venustiano Carranza en 1899. En su interior se pueden observar interesantes murales históricos.

### Casa de la Cultura Aridoamericana
Esta casa alberga colecciones de objetos elaborados por los indígenas que habitaron la región y una exposición fotográfica del Valle de Cuatro Ciénegas.

### Casa Museo Venustiano Carranza
La casa que aloja este museo fue construida en los primeros años del siglo XIX, es heredada por don Jesús Carranza Neira, padre de don Venustiano Carranza de La Garza (quien siendo adulto y ya inmiscuido completamente en la política se quitaría del apellido el prefijo "de la" por considerarlo un tanto "aristocrático"), y es aquí donde nace el varón de Cuatrociénegas el 29 de diciembre de 1859. Esta colección muestra interesantes fotografías y diversos objetos de la época, que reflejan la vida de la familia y de la época cuando ocupó la Presidencia de México.

### Bodegas vinícolas Ferriño
En 1860, don Miguel Ferriño Lander (llamado Michele Francesco Giovanni Ferrigno Landro antes de nacionalizarse mexicano) originario del pueblo de Padula en la Provincia de Salerno en la región de la Campania del sur de Italia y recién llegado a Cuatrociénegas, fundó la bodega vitivinícola que ahora se conoce como Bodegas Ferriño. Se inició en forma modesta principalmente con la destilación de brandy y aguardiente de uva. Esta es una de las más antiguas de México, en la que se elaboran vinos tintos y generosos con uvas de la localidad y la región, así como también licor de granada. El vino más conocido de los que elaboran es "Sangre de Cristo", llamado así por D. Miguel en recuerdo de un vino que en su pueblo natal llaman "Lácrima Christi" ("Lágrima de Cristo").

### Bodegas vinícolas Vitali
Casa fundada en 1948 por el coronel Nicolás Ferriño Ramos. Actualmente es la cuarta generación de la familia Ferriño Vitali quien está al cargo de la producción de vino. Cuenta con cinco productos: el tinto semiseco, generoso tipo oporto, generoso moscatel, tinto dulce y crema de aguardiente.

### Cerro del Muerto
Localizado al este de la ciudad de Cuatrociénegas, este cerro aparenta la silueta de un cadáver tendido en el suelo, y está representado en el escudo de armas del municipio. Al pie del cerro, al lado de la carretera federal 30, se encuentra una estatua ecuestre del célebre revolucionario, el general don Venustiano Carranza, la cual es visible desde el punto de llegada al municipio. El cerro del muerto representa un atractivo adicional para el visitante aventurero, ya que se puede escalar hasta su altura máxima, ubicada en lo que representa el “ombligo” del cerro, en el cual se encuentra una torre pequeña, en donde se pueden colocar banderolas representativas del triunfo de haber logrado llegar hasta ese lugar.

### Sierra de la Campana
Lugar que alberga el cráter llamado El Hundido. Cuenta con restaurantes y hoteles de categoría turística.

## Principales actividades económicas
Las principales actividades económicas que se desarrollan en el valle de Cuatrociénegas son:
- Agricultura. Principalmente la siembra de forrajes como sorgo, avena, alfalfa, maíz forrajero. Pero en los últimos años se han introducido algunos otros cultivos como melón, papa, chile, nopal verdura, algodón.
- Extracción. Muchos de los ejidos del municipio también se dedican a la extracción de la candelilla, de la cual se obtiene el cerote o cera de candelilla, que es comercializada en la cabecera municipal, donde se procesa para refinarla y posteica, cmenor medida equino, porcino y caprino.
- Minería. En la localidad se ubican algunos grupos mineros, que se dedican principalmente a la extracción de estroncio, barita, dolomita. El yeso se dejó se explotar hace años para evitar la sobreexplotación de las dunas ubicadas en el valle.
- Turismo. En los últimos años se ha acentuado este sector, esto debido a los atractivos naturales y al reciente nombramiento de la ciudad como Pueblo Mágico. en la localidad hay diversos hoteles, restaurantes, centros nocturnos.
- Industria. En el municipio se encuentra la empresa Orica Explosivos aproximadamente a unos 20km de la cabecera municipal, ya fuera del valle. Hay camiones de transporte de personal que llevan a los trabajadores desde el poblado hasta la planta. Muchas otras personas laboran en las diversas industrias en la Cd. de Monclova, que se ubica a 80 km por la carretera 30. Se han instalado de forma temporal diversas plantas maquiladoras.

## Política
Cuatrociénegas se administra con el modelo de ayuntamiento típico de Coahuila, encabezado por un presidente o presidenta municipal, además de regidores y síndicos. El ayuntamiento se renueva cada tres años. Actualmente el presidente municipal es Manuel Humberto Villareal Cortez del PRI.

### División administrativa
En el Censo de 2020 el municipio de Cuatro Ciénegas contaba con 94 localidades.
| Código INEGI      | Localidad                  | Población (2020) |
| ----------------- | -------------------------- | ---------------- |
| 050070001         | Cuatrociénegas de Carranza | 10 395           |
| 050070093         | Santa Teresa de Sofía      | 327              |
| Otras localidades | Otras localidades          | 2 320            |
| Total municipal   | Total municipal            | 12 715           |

### Representación legislativa
Para la división política en distritos federales y locales para la elección de diputados, el municipio pertenece al XV Distrito Electoral Local de Coahuila y al II Distrito Electoral Federal de Coahuila con cabecera en San Pedro de las Colonias.

## Personas destacadas
- Venustiano Carranza Garza, presidente de México de 1917 a 1920.
- Jesús Carranza Garza, general.
- Cesáreo Castro, general.
- Fernando Peraldí Carranza, general brigadier.
- Gustavo Salinas, general.
- Alberto Salinas Carranza.

## Fiestas y tradiciones
- Fundación: 24 de mayo
- San José
- Semana Santa
- Feria de la Uva
- Festival del Globo